# Las Flores (Maldonado)

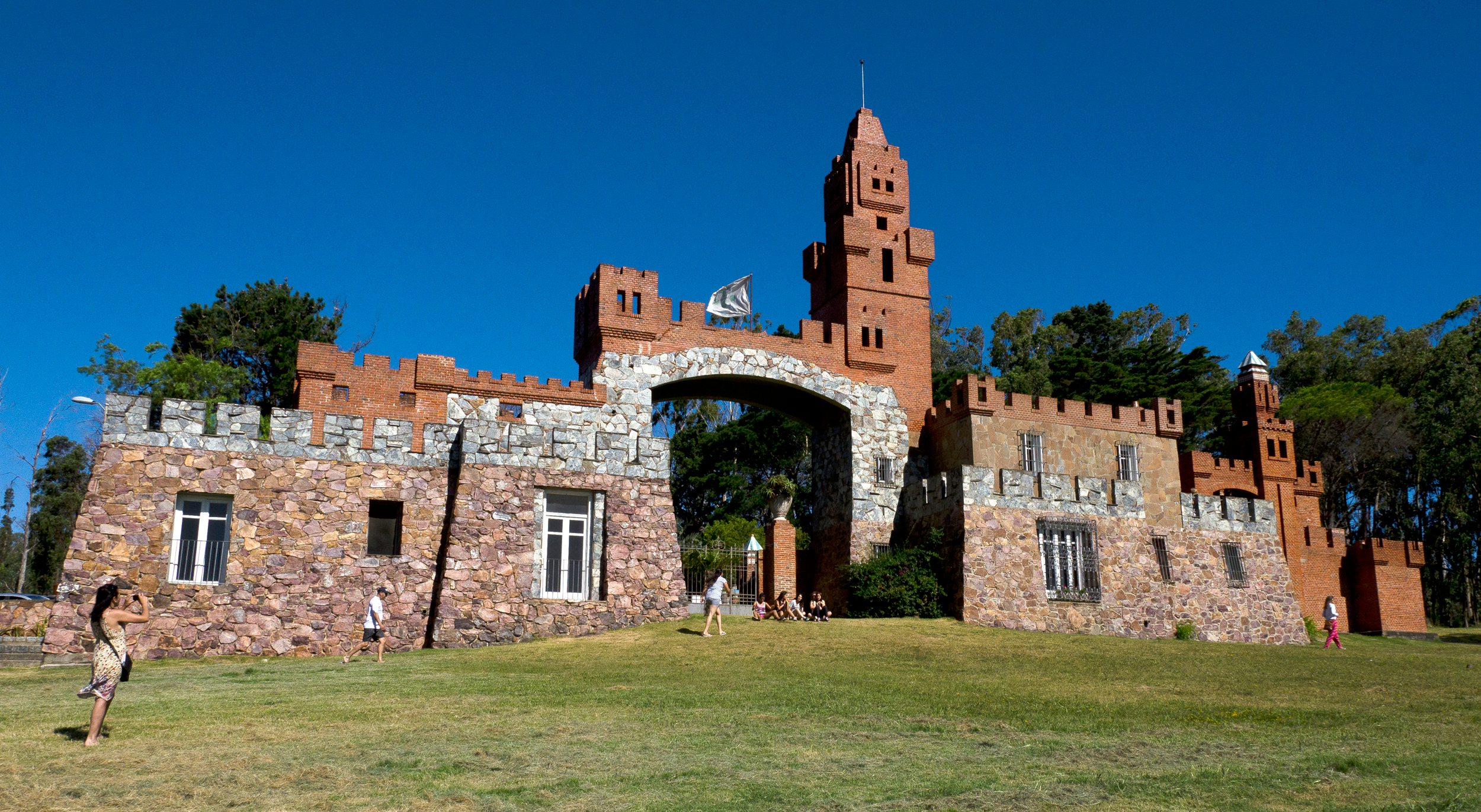
Castillo Pittamiglio de Las Flores.

Las Flores es un balneario uruguayo del departamento de Maldonado. Forma parte del municipio de Solís Grande.

## Ubicación
El balneario se encuentra localizado al suroeste del departamento de Maldonado, sobre las costas del Río de la Plata, y en el km 89 de la ruta 10. Está delimitado por el arroyo Las Flores al oeste y el arroyo Tarariras al este, los cuales sirven además de límite con los balnearios de Bella Vista y Playa Verde respectivamente. Unos 8 km la separan de la ciudad de Piriápolis.

## Historia
El balneario fue creado por Gregorio Linares Sierra, quien era dueño de los campos donde hoy se encuentra el balneario. Entre 1923 y 1924 Linares loteó los terrenos. En sus comienzos se accedía desde Estación Las Flores - ubicada 2 km al norte - por el camino Las Flores. Los primeros terrenos fueron adquiridos entre otros por los empleados del ferrocarril, algunos de ellos de origen inglés. También por inmigrantes rusos, como Constantino Giroff y Marie Loeffler.

## Población
Según el censo de 2011 el balneario contaba con una población de 241 habitantes.
| 98            | 107 | 150 | 235 | 221 | 241 |
| (Fuente: INE) |     |     |     |     |     |

## Lugares de interés
Aparte de su tranquila playa sobre el Río de la Plata, próximo al balneario, sobre la ruta 71 se encuentra el Castillo Pittamiglio. Este castillo fue construido en 1956 y fue la residencia de verano de Humberto Pittamiglio. El edificio tiene aspecto de castillo medieval, con torreones y pasadizos, sin embargo su interior se caracteriza por ser de construcción modesta. El castillo integra un circuito místico, cuya ruta abarca desde las Sierras de las Ánimas hasta la ciudad de Piriápolis. Este circuito es recorrido por numerosos peregrinos todos los años.